# ブレイクスルー (クイーンの曲)
「ブレイクスルー」 (Breakthru) は、イギリスのロックバンド、クイーンによる楽曲である。クレジットはクイーンとなっており、アルバム『ザ・ミラクル』から1989年6月にリリースされた。このシングルは、イギリスでは7位に達し、オランダやアイルランドでは6位を獲得したが、アメリカではチャート入りしなかった。この曲は、メンバーらが高速で走る蒸気機関車に牽引されたオープンカーで演奏しているビデオで知られている。

## 概要
この曲は、冒頭の約30秒間のスローヴォーカルハーモニーのパートとそれ以降のアップテンポのパートに大別される。前半はフレディ・マーキュリー作。このパートは単独で『A New Life Is Born』と呼ばれるデモトラックが残っている。この後、ロジャー・テイラーが書いたテンポの速いロックに変わる。
また、他バージョンとしてextendedと呼ばれるバージョンなどがある。。1989年に行われた「クイーン・フォー・アン・アワー」のインタビューでは、フレディが2つの曲のアイディアをひとまとめにして最終的なトラックを作成したいい例であると述べている。また、彼は約30あったトラックの中から選び出していたとコメントしている。

## 発売
シングルは、ほとんどの国では、7インチ及び12インチのレコード、5インチのCD、カセットテープでパーロフォンのレーベルで1989年に発売された。アメリカでは、レーベルはキャピトル。B面は、『スティーリン』が収録されており、これは『ブレイクスルー』やイギリスの12"レコードにのみ入っている。他の12"レコードや5" CDは、『ブレイクスルー』の2つのバージョンと『スティーリン』を収録している。カバーには、メンバーの4人の目を組み合わせた編集写真が使われている。この写真は、ほとんどのカバーで使われている。
この曲は、アルバム『ザ・ミラクル』、『グレイテスト・ヒッツII』、『クイーン・プラチナム・コレクション』、『ボックス・オブ・トリックス』、『グレイテスト・ビデオ・ヒッツ2』(disc 1)、『グレイテスト・フリックスII』(VHS)、『クイーン: ザ・アイ』(1989年にエレクトロニック・アーツが出したエレクトロニック・ビデオゲーム) に収録されている。

## プロモーションビデオ

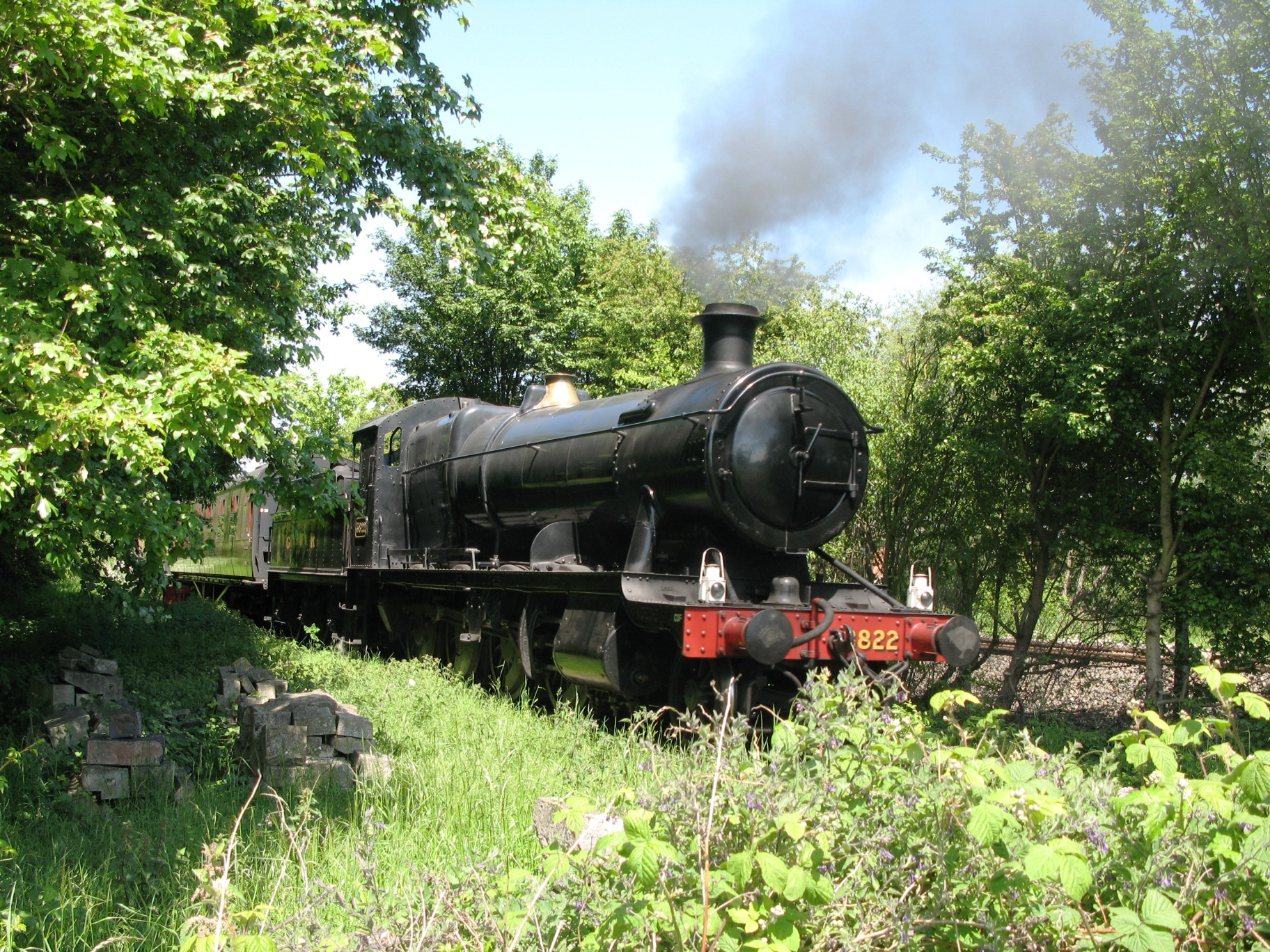
ディドコット鉄道センターの蒸気機関車No.3822

この曲のビデオは、イングランド、ケンブリッジシャーのピーターバラ近くにあるニーン・バレー鉄道を2日間に渡って貸切り、撮影された。メンバーは、夏の暑い天候ではあったがこれがスタジオワークの良いリフレッシュになったとインタビューで語っている。特に自身のスキャンダルについてのマスコミの追及の渦中にあったブライアン・メイとAIDSのために健康状態を損ないつつあったフレディの気分を高めるのを助けたという。クリップではオックスフォードシャーのディドコット鉄道センターから蒸気機関車No.3822をレンタルし使用している。メンバーはこの列車を「ミラクル・エクスプレス」と名付け、この名前を大きな赤い文字で機関車の側面に書いている。ビデオで列車を使うアイディアは、ロジャー・テイラーのもので、歌のテンポの速いリズムから着想している。映像はロジャーの当時のガールフレンド、デビー・レングが黒いマスクを目のまわりにつけて登場し、列車の線路の上を起き上がり、歩いている場面から始まる。そして石橋のアーチの下のトンネルにレンガ壁に似せてペンキを塗られた発泡スチロールの壁を突き破る列車の場面と同時にアップテンポのパートが始まる。メンバーは、列車が壁を突き破る前に気圧によって壁が壊れ始めていたことに不満を漏らしていたという。クリップの残りのほとんどでは、機関車が牽引するオープンカーの上でメンバーが演奏している映像が流れる。ブライアン、ジョン、ロジャーは、各々担当楽器を演奏しており、フレディはオープンカーの上を歩き回りながら、トレードマークであるスタンドマイクを持って歌っている。デビーは、アップテンポパートでもいくつかのシーンに登場している。列車は、30から60 mphの速度で走っていた（インタビューで述べられている）といわれ、メンバーは、自身に対して200万ポンドの保険をかけていたという。また、この映像に30万ポンドのコストを投じている。

## 担当
- フレディ・マーキュリー - リードヴォーカル、コーラス、ピアノ、キーボード
- ブライアン・メイ - エレクトリックギター、コーラス
- ロジャー・テイラー - ドラムス、キーボード、コーラス
- ジョン・ディーコン - ベース
- デヴィッド・リチャーズ（英語版） - キーボード、シンセベース、プログラミング

## シングル収録曲

### 7インチ盤
1. ブレイクスルー - Breakthru (Queen)
2. スティーリン - Stealin'  (Queen)

### 12インチ盤
1. ブレイクスルー (12インチ・ヴァージョン) - Breakthru (12" Version) (Queen)
2. ブレイクスルー (シングル・ヴァージョン) - Breakthru (Single Version) (Queen)
3. スティーリン - Stealin'  (Queen)

## チャート
| チャート (1989年) | 最高位 | 週数 |
| ----------------- | ------ | ---- |
| オーストラリア    | 45     | 1    |
| カナダ            | 80     | 3    |
| オランダ          | 6      | 14   |
| ドイツ            | 24     | 12   |
| アイルランド      | 6      | 4    |
| イタリア          | 24     | ?    |
| ニュージーランド  | 45     | 1    |
| スイス            | 28     | 4    |
| イギリス          | 7      | 8    |